# Super Street Fighter II
Super Street Fighter II: The New Challengers (яп. スーパーストリートファイターⅡ Супа: Сутори:то Файта: Цу:) — видеоигра из серии Street Fighter, разработанная и выпущенная компанией Capcom для аркадных автоматов в 1993 году; четвёртая в числе обновлённых версий Street Fighter II, следующая за Street Fighter II: Hyper Fighting и предшествующая Super Street Fighter II Turbo.
Помимо обновлений и дополнений боевой системы и правок баланса вернувшихся персонажей, игра ввела в серию четырёх новых персонажей. Также, Super Street Fighter II стала первой игрой Capcom, разработанной для автоматов на базе вновь созданной системы CP System II, бывшей более совершенной в техническом плане, чем предшествовавшая ей CP System (для которой разрабатывались предшествующие игры подсерии Street Fighter II), что сделало возможным введение более совершенных графики и звука.

## Общее описание
Структура боевой системы в Super Street Fighter II аналогична той, что использовалась в предыдущих версиях игры. Основным же изменениям подверглись те аспекты игры, которые меньше были связаны с боевой системой.

### Графика и звук

Кадр из игры: бой Кэмми и Фэй Луна на уровне Рю. Вновь введённая система начисления очков отслеживает количество ударов, нанесённых игроком во время комбо.

В Super Street Fighter II была полностью обновлена графическая часть вплоть до HUD, что стало возможным с техническими возможностями системы CPS-2. Для игры были подготовлены полностью новые вступительный ролик, в котором Рю выстреливает хадокэн в сторону игрока, и соответствующая ему музыкальная тема. Была перерисована анимация для всех игровых персонажей; часть из них получили новые победные позы. Для примера, у всех четырёх персонажей-боссов появились новые анимации для их базовых атак (Вега и Сагат не имели анимации воздушных атак в предыдущих играх, а их атаки из положений стоя и сидя имели одинаковую анимацию), тогда как Чунь Ли получила новую анимацию для спецприёма кикокэн. Музыка и звуковые эффекты также были обновлены под возможности новой аркадной системы; был введён новый комментатор, с которым также было записано озвучивание для некоторых персонажей (Кена, Гайла и Сагата).

### Прочие нововведения
В Super Street Fighter II была введена новая система начисления очков, которая отслеживает количество ударов, нанесённых игроком во время комбо, а также награждает игрока бонусными очками за определённые действия, как например, нанесение первого удара в раунде.
Каждый персонаж теперь имеет 8 доступных расцветок, каждая из которых выбирается нажатием кнопки, использованной при выборе бойца. Игрок может выбрать между оригинальной расцветкой, расцветками из Champion Edition и Hyper Fighting либо одной из пяти новых расцветок, включенных в игру.
Повышенная скорость игрового процесса, введенная в Hyper Fighting, в SSFII была сведена до скорости, использовавшейся в Champion Edition. Повышенная скорость игры впоследствии возвратится в игровой процесс с выходом Super Turbo.
В дополнение к стандартным режимам одиночной игры и игры между двумя игроками в SSFII был введён новый режим турнира, проходящего по олимпийской системе. Этот режим становится доступным после того, как четыре автомата с игрой подключены и настроены для игры в означенном режиме. Турнир состоит из трёх наборов четырёх одновременно проходящих матчей: начальный плей-офф, полуфинал и финал. По завершении первого набора игроки перегруппируются в зависимости от их положения в турнире: победившие игроки усаживаются за любой из двух первых автоматов, тогда как проигравшие — на один из двух других. В финале игроки, борющиеся за первое место, усаживаются за первый автомат, игроки в матче за третье место — за второй, и так далее.

## Персонажи
В игру возвратились все двенадцать персонажей из предыдущих версий Street Fighter II, претерпев значительные изменения в балансе. Некоторые персонажи получили новые спецприёмы (огненный хадокэн у Рю (в последующих играх — сякунецу-хадокэн);«Атомный суплекс» у Зангиева) либо изменённые версии уже существовавших (горящий сёрюкэн у Кена).
В игру было добавлено четыре новых персонажа; таким образом, общее их число в игре составило шестнадцать.
Несмотря на появление новых персонажей, число боев против компьютерных игроков во время одиночного прохождения осталось неизменным. Игрок сражается с восемью случайно выбранными оппонентами и четырьмя боссами (как и в предыдущих версиях Street Fighter II), оставляя ещё четырёх бойцов, с которыми боёв не происходит. Чунь Ли и четыре босса получили обновленные концовки.

### Новые персонажи
- Громовой Ястреб (яп. サンダー・ホーク Санда: Хо:ку, англ. Thunder Hawk) — мексиканский индеец, пытающий вернуть земли своего племени у «Шадалу».
- Кэмми Уайт (яп. キャミィ・ホワイト Кями: Ховайто, англ. Cammy White) — агент MI-6 с таинственным прошлым, связанным с Байсоном.
- Фэй Лун (яп. 飛龍（フェイロン） Фэйрон, пиньинь Fēi Lóng) — кинозвезда из Гонконга, желающий опробовать свои способности на реальных оппонентах.
- Ди Джей (яп. ディージェイ Ди: Дзэй, англ. Dee Jay) — кикбоксер-музыкант из Ямайки, ищущий вдохновение для своей новой песни.

### Вернувшиеся персонажи
| - Рю - Кен - Чунь Ли - Э. Хонда - Бланка - Зангиев | - Гайл - Дальсим - Балрог - Вега - Сагат - М. Байсон |

## Оценки в игровой прессе
| Сводный рейтинг      | Сводный рейтинг |
| Агрегатор            | Оценка |
| -------------------- | --- |
| MobyRank             | 88 % (SNES) 87 % (Genesis) |
| NinRetro             | 93 % (SNES) 91 % (Mega Drive) |
| Иноязычные издания   | |
| Издание              | Оценка |
| CVG                  | 92 % (Arcade) 90 % (SNES) 88 % (Mega Drive) |
| EGM                  | 28 / 40 (SNES) 27/40 (Genesis) |
| Famitsu              | 31/40 (Mega Drive) 90 % (SNES) |
| GameFan              | 268/300 (Genesis) 280/300 (SNES) |
| GamePro              | 4,5/5 (Arcade) 4,5/5 (SNES) 4,5/5 (Genesis) |
| GameSpot             | 8,7 / 10 (SNES) |
| IGN                  | 8/10 (SNES) |
| ONM                  | 94 % (SNES) |
| Mega                 | 94 % (Mega Drive) |
| Total!               | (SNES) |
| Video Games          | 92 % (SNES) 91% (Mega Drive) |
| GamesMaster          | 95 % (SNES) 94 % (Mega Drive) |
| Награды              | |
| Издание              | Награда |
| Gamest Awards (1993) | «Лучшая игра 1993 года» (3-е место), «Лучший файтинг» (3-е место), «Лучшая графика» (3-е место), «Лучшая музыка» (3-е место), «Лучший персонаж» (Кэмми, 5-е место) |
| Mega (1994)          | «одной из величайших видеоигр всех времён» (2-е место) |

В выпуске журнала Gamest за февраль 1994 года Super Street Fighter II получила четырежды выходила на третьих местах в рейтингах «Лучшая игра 1993 года», «Лучший файтинг», «Лучшая графика» и «Лучшая музыка». Персонаж Кэмми Уайт, представленный в SSFII, занял пятое место в рейтинге лучших персонажей видеоигр за 1993 год; Ди Джей и Громовой Ястреб заняли тридцать шестое и тридцать седьмое места соответственно.
Журнал GamePro дал преимущественно позитивную рецензию на версию игры для Mega Drive. Рецензенты написали, что порт явился приличной конверсией аркадной игры, но Super, по их мнению, «никогда не был такой игрой, какой могла быть на аркадах; более того, проблемы, с которыми сталкивается игра там [на аркадах], являются теми же на приставках». Нововведения, по мнению рецензентов, выглядят во многом «косметическими или вовсе скучными и бесполезными». Качество технического оформления (звук и графика) были отмечены как менее качественные по сравнению с версией игры на SNES. В итоговом выводе, тем не менее признаётся, что «Super — по-прежнему Street Fighter, а Street Fighter — по-прежнему лучший файтинг, когда-либо сделанный». Это же издание также дало более позитивный обзор на версию игры для SNES, обозначив те же проблемы, что и в первоначальной версии игры.
Обозреватели Electronic Gaming Monthly поставил игре в версии для SNES 28 баллов из 40 возможных; в целом они согласились с тем, что Super является собой наилучшей версией Street Fighter II на момент издания, но также они полагают, что Capcom следует задуматься об издании Street Fighter III с полностью новыми механиками вместо ввода незначительных нововведений в очередную версию Street Fighter II. Схожие комментарии были даны по версии игры для Mega Drive, которая к тому же удостоилась отрицательных отзывов касательно звуковой части.